# A Woman's Worth
«A Woman's Worth» (en español: «El valor de una mujer») es una canción de la cantante y compositora estadounidense Alicia Keys. Una balada de piano alma impulsada con elementos de soul R & B y neo contemporáneo, que fue escrito por ella misma y músico Erika Rose y producido por Keys de su álbum debut, Songs in A Minor (2001).
La canción fue lanzada como segundo sencillo del álbum en maio de 2001, tras el éxito mundial de su primer sencillo del año anterior, y se convirtió en otro éxito top ten para Keys en Nueva Zelanda y los Estados Unidos, donde también alcanzó el número tres en el Billboard Hot R&B/Hip-Hop Songs de Estados Unidos.

## Video Musical
El video musical del sencillo fue dirigido por Chris Robinson y filmado en su totalidad en Brooklyn, Nueva York. Su trama continúa desde el video anterior de Keys para "Fallin'", cuya trama gira en torno al viaje de Keys para verlo a su novio encarcelado."A Woman's Worth" continúa inmediatamente donde termina el video anterior, mostrando que él salió de prisión y cómo está tratando de readaptarse a la sociedad.

## Lista de canciones
| - Sencillo en CD 1. «A Woman's Worth» (Original Radio Versión) — 4:21 2. «A Woman's Worth» (Remix Radio Versión) — 4:28 3. «A Woman's Worth» (Remix Club Versión) — 4:28 4. «A Woman's Worth» (Remix Versión Instrumental) — 5:02 5. «A Woman's Worth» (Video) — 4:37 - Sencillo en CD 1. «A Woman's Worth» (Original Radio Versión) — 4:21 2. «A Woman's Worth» (Remix Radio Versión) — 4:28 3. «A Woman's Worth» (Remix Club Versión) — 4:28 4. «A Woman's Worth» (Remix Versión Instrumental) — 5:02 5. «Fallin'» (Remix feat. Busta Rhymes & Rampage) — 3:35 | - Promo sencillo en CD 1. «A Woman's Worth» (Radio Edit) — 4:28 2. «A Woman's Worth» (Instrumental) — 5:02 3. «A Woman's Worth» (Call Out Hook) — 0:10 |

## Posicionamiento en listas
| Listas (2001–02)                     | Mejor posición |
| ------------------------------------ | -------------- |
| Australia (ARIA)                     | 16             |
| Austria (Ö3 Austria Top 40)          | 71             |
| Bélgica (Ultratop 50 Flanders)       | 31             |
| Bélgica (Ultratop 50 Wallonia)       | 37             |
| Alemania (Media Control Charts)      | 45             |
| Húngaro (Mahasz)                     | 9              |
| Irlanda (IRMA)                       | 25             |
| Italia (FIMI)[cita requerida]        | 29             |
| Nueva Zelanda (RIANZ)                | 5              |
| Países Bajos (Dutch Top 40)          | 22             |
| Noruega (VG-lista)                   | 14             |
| España (PROMUSICAE)                  | 15             |
| Sweden (Sverigetopplistan)           | 31             |
| Switzerland (Media Control AG)       | 32             |
| U.K (UK Singles Chart)               | 18             |
| U.S. Billboard Hot 100               | 7              |
| U.S. Billboard Hot R&B/Hip-Hop Songs | 3              |

| Chart (2002)              | Posición |
| ------------------------- | -------- |
| New Zealand Singles Chart | 29       |
| U.S. Billboard Hot 100    | 51       |
| U.S. R&B/Hip-Hop Songs    | 27       |

| País      | Certificador | Certificación | Ventas |
| --------- | ------------ | ------------- | ------ |
| Australia | ARIA         | Gold          | 35 000 |